# Sebastian Günthner
Sebastian Nicolaus Günthner (* 12. September 1773 in Benediktbeuern als Nicolaus Günthner; † 9. April 1820 in München) war ein deutscher Benediktiner und Historiker.

## Leben
Günthner wurde als Sohn unbemittelter Landleute geboren. Seine schulische Ausbildung erhielt er am Seminar des Klosters Benediktbeuern, bevor er 1792 ins Noviziat im Kloster Tegernsee eintrat. Dort erfolgte am 11. November 1794 die Profess, außerdem erhielt er den Ordensnamen Sebastian. Er absolvierte in Tegernsee die theologischen Studien und wurde am 15. April 1797 zum Priester geweiht. Abt Gregor II. Rottenkolber schickte Günthner anschließend zum Studium der Rechtswissenschaft, Geschichte und Diplomatik an die Universitäten von Ingolstadt und Salzburg.
Günthner erhielt, nach Tegernsee zurückgekehrt, am 13. September 1801 eine Stelle als Waldmeister seines Klosters. Im Kontext der Säkularisation erhob er offiziell Protest gegen das Vorgehen der kurfürstlichen Kommissäre, woraufhin ihn die Generallandesdirektion in das bereits aufgehobene Kloster Niederalteich verwies und ihn dort unter Aufsicht stellte. Nach seiner Freilassung ging er an die Universität Landshut. 
Günthner wurde am 6. April 1808 von der Königlich Bayerischen Akademie der Wissenschaften als korrespondierendes Mitglied aufgenommen. Im selben Jahr wurde er nach München berufen. Ihm wurde die Aufgabe übertragen, die fehlerhaft edierten Teile der Monumenta Boica einer Revision zu unterziehen. Über die Monumenta Boica geriet er mit Reichsarchivdirektor Karl Heinrich von Lang in einen Disput. Von seiner schriftstellerischen Arbeit fanden insbesondere die Geschichte der litterarischen Anstalten in Baiern und Was hat Baiern für Wissenschaften und Künste gethan? positive Aufnahme.
Günthner blieb bis zu seinem Lebensende als Priester tätig und starb an Herzwassersucht.

## Werke (Auswahl)
- Vom Prinzip und den Folgen der Landstandschaft in Baiern, Landshut 1802.
- Geschichte der litterarischen Anstalten in Baiern, 2 Bände, Lindauer, München 1810.
- Biographie des Gregor Rottenkolbers, Abt’s des ehemaligen Benediktinerstifts Tegernsee und Primas in Baiern, Giel, München 1811.
- Merkwürdige Lebensgeschichte Sr. päbstl. Heiligkeit Pabst Pius VII., Lindauer, München 1814.
- Was hat Baiern für Wissenschaften und Künste gethan?, 3 Bände, Giel, München 1815.
- Die Monumenta Boica von I bis XVI. Band: vor den Richterstuhl der Kritik gefordert vom Reichsarchivdirektor von Lang, Lentner, München 1815.
- Rechtliche Würdigung der Bemerkungen über die Schrift: Die Monumenta Boica vor dem Richterstuhl der Kritik vertheidigt, Lentner, München 1816.
- Sebastian Günthner’s Bemerkungen über des Herrn Zschokke’s baierischer Geschichten, Giel, München 1818.